# Melanosuchus niger
Il caimano nero (Melanosuchus niger (Spix, 1825)) è una specie a rischio minimo della famiglia degli alligatori (Alligatoridae). Si tratta di un rettile carnivoro che vive nei pressi dei fiumi a lento scorrimento e dei laghi, nella savana del bacino idrografico del Rio delle Amazzoni quando è stagionalmente allagata e in altri habitat di acqua dolce nell'America del sud. Specie un tempo comune, è stato cacciato fino a rischiare l'estinzione, principalmente per il valore commerciale della sua pelle che si presenta priva di protezioni ossee, quindi più facile da scuoiare e più pregiata.
Il caimano nero può raggiungere i 6 metri di lunghezza ed è il più grande alligatore e il secondo predatore più grande (in termini di lunghezza, ma non di peso e massa corporea essendo in grado di raggiungere 800 kg e talvolta anche di più) dell'Amazzonia.
Mangiano pesci, come i piranha o gli arapaima, ma anche  uccelli, tartarughe, e occasionalmente, anche grossi mammiferi come i Capibara e i cervi, quando si avvicinano all'acqua per abbeverarsi.
I denti hanno una forma utile per trattenere le prede, ma non per sminuzzare la carne. Di conseguenza, come gli altri parenti della famiglia, inghiottono le loro prede intere dopo averle uccise.
Gli esemplari immaturi si nutrono di crostacei e insetti. Gli escrementi di caimano erano una fonte di cibo fondamentale per il plancton, che forma la base della catena alimentare acquatica in Amazzonia, e la loro attuale rarità ha portato a un concomitante declino di molte specie, comprese alcune importanti specie alimentari.
Il caimano nero ha un bordo osseo sopra gli occhi rossi, e una pelle nera e squamosa. La pigmentazione della pelle è di aiuto per mimetizzarsi durante le cacce notturne, ma può anche aiutare ad assorbire il calore solare  (vedi termoregolazione).
In dicembre, le femmine costruiscono un nido di terra e vegetali, che è alto circa 1,5 metri e largo 75 centimetri. Depositano dalle 50 alle 60 uova, che si schiudono in circa sei settimane. Possono, talvolta, verificarsi episodi di cannibalismo.
Il loro predatore principale è l'uomo, che li caccia per la pelle e la carne, mentre in natura gli unici predatori sono l'anaconda verde ed il giaguaro.
La forza del morso del caimano nero è dell'ordine di 35.000 N (circa 3500 kg forza), la terza più alta in natura dopo quella del coccodrillo marino e del coccodrillo del Nilo.. Nemmeno il tirannosauro poteva esercitare una simile pressione, mentre il morso dello squalo bianco è oltre dieci volte più debole. La pressione mascellare registrata è quasi la stessa presente sul fondo della fossa delle Marianne, ovvero 900 kg/cm2. I denti crescono in continuazione e vengono sostituiti da altri sempre nuovi, anche se la crescita rallenta con la vecchiaia. Le mascelle si chiudono in pochi decimi di secondo con una velocità di alcune centinaia di chilometri orari.